# Кытманушка
Кытманушка — посёлок в Кытмановском районе Алтайского края России. Входит в состав Тягунского сельсовета.

## География
Расположен на правом берегу реки Чумыш, в 2,5 км к северо-западу от центра сельского поселения села Тягун.

## Население
| 1997 | 1998 | 1999 | 2000 | 2001 | 2002 | 2003 | 2004 | 2005 | 2006 |
| ---- | ---- | ---- | ---- | ---- | ---- | ---- | ---- | ---- | ---- |
| 257  | ↗306 | ↗311 | ↘293 | ↘281 | ↗306 | ↘296 | ↘273 | ↘258 | ↗269 |
| 2007 | 2008 | 2009 | 2010 | 2011 | 2012 | 2013 |      |      |      |
| ↗272 | ↘255 | ↘249 | ↘227 | ↗234 | ↗240 | ↗245 |      |      |      |

Национальный состав
Согласно результатам переписи 2002 года, в национальной структуре населения русские составляли 78 %.

## Инфраструктура
КГБУ Кытмановский центр помощи детям, оставшимся без попечения родителей.

## Транспорт
Проходит автодорога «Кытманово — Беспалово — Заречное — Ларионово» (идентификационный номер 01 ОП МЗ 01Н-2502).